# محراب (کامیاران)
محراب (سنندج)، روستایی از توابع بخش سیروان شهرستان سنندج در استان کردستان ایران است.

## جمعیت
این روستا در دهستان میان رود قرار دارد و براساس سرشماری مرکز آمار ایران در سال ۱۳۸۵، جمعیت آن ۱٬۱۹۲ نفر (۲۶۵خانوار) بوده‌است.